# زبری مطلق
زبری مطلق یک واحد اندازه‌گیری از زبری سطح یک ماده یا لوله است که بر جریان سیالات که از آن گذر می‌کنند تأثیر دارد و با ε نمایش داده می‌شود. از زبری مطلق به عنوان متوسط فاصله بین قله‌ها و شیارها (دره‌ها) روی سطح ماده یا لوله نام می‌برند. زبری مطلق معمولاً به واحدهای طولی مانند متر یا فوت بیان می‌شود. زبری مطلق یک عامل مهم در محاسبات دینامیک سیالات است، زیرا اثرات افت فشار در یک سیستم را تحت تأثیر قرار می‌دهد. هر چه زبری مطلق کمتر باشد، سطح صاف‌تر و مقاومت کمتری نسبت به جریان سیال خواهد داشت. لازم است ذکر شود که در بیشتر محاسبات دینامیک سیالات به جای استفاده از زبری مطلق از زبری نسبی استفاده می‌شود که حاصل تقسیم زبری مطلق بر قطر لوله است و علت این امر این است که زبری در لوله‌های قطور از اهمیت کمتری برخوردار است.
زبری مطلق مواد مختلف در جداولی که به همین منظور تهیه شده‌اند گزارش می‌شود. همچنین از طریق دیاگرام مودی می‌توان تأثیر زبری لوله را بر جریان سیال دید.
همچنین از طریق رابطه هالند می‌توان وابستگی ضریب اصطکاک به زبری نسبی و عدد رینولدز دید.